# Neobisium blothroides
Neobisium blothroides es una especie de arácnido del orden Pseudoscorpionida de la familia Neobisiidae.

## Distribución geográfica
Se encuentra en los Balcanes, Hungría y Rumania.